# クラーク郡 (カンザス州)

クラーク郡の位置（カンザス州）

クラーク郡 (Clark County) は、アメリカ合衆国カンザス州にある郡である。2000年現在の国勢調査で、ここの人口は2,390人である。最大都市及び郡庁所在地は、アッシュランド (Ashland) である。

## 地理
アメリカ合衆国統計局によると、この郡は総面積2,531 km² (977 mi²) である。このうち2,524 km² (975 mi²) が陸地で7 km² (3 mi²) が水域である。総面積の0.26%が水域となっている。

### 隣接する郡
- カンザス州フォード郡 (北)
- カンザス州カイオワ郡 (北東)
- カンザス州コマンチ郡 (東)
- オクラホマ州ハーパー郡 (南東)
- オクラホマ州ビーバー郡 (南西)
- カンザス州ミード郡 (西)

参照：カンザス州の郡一覧

## 人口動静
2000年現在の国勢調査で、この郡は人口2,390人、979世帯、及び676家族が暮らしている。人口密度は1/km² (2/mi²) である。0/km² (1/mi²) の平均的な密度に1,111軒の住宅が建っている。この郡の人種的な構成は白人95.77%、アフリカン・アメリカン0.25%、先住民1.13%、アジア0.08%、太平洋諸島系0.00%、その他の人種1.88%、及び混血0.88%である。ここの人口の4.02%はヒスパニックまたはラテン系である。
979世帯のうち、30.20%が18歳未満の子供と一緒に生活しており、60.30%は夫婦で生活している。6.20%は未婚の女性が世帯主であり、30.90%は家族以外の住人と同居している。29.60%は独身の居住者が住んでおり、17.00%は65歳以上で独居である。1世帯の平均人数は2.39人であり、家庭の場合は、2.95人である。
この郡内の住民は26.60%が18歳未満の未成年、18歳以上24歳以下が4.90%、25歳以上44歳以下が23.10%、45歳以上64歳以下が23.60%、及び65歳以上が21.80%にわたっている。中央値年齢は42歳である。女性100人ごとに対して男性は95.60人である。18歳以上の女性100人ごとに対して男性は88.50人である。
この郡の世帯ごとの平均的な収入は33,857米ドルであり、家族ごとの平均的な収入は40,521米ドルである。男性は27,321米ドルに対して女性は20,833米ドルの平均的な収入がある。この郡の一人当たりの収入 (per capita income) は17,795米ドルである。人口の12.70%及び家族の11.30% は貧困線以下である。全人口のうち18歳未満の18.00%及び65歳以上の10.20%は貧困線以下の生活を送っている。

## 都市及び町

### 一体化した都市
人口 < 1,000人
- アッシュランド (郡庁所在地)
- ミネオラ
- イングルウッド

## 郡区
リンカーン郡は6つの郡区に分かれている。この郡内部の都市は governmentally independent と見なされてなく郡区向けのすべての外観はそれらの都市に含まれている。以下の表内の人口中心は、もしかなりの数ならば、郡区の人口総計を含む最大都市である。

## 教育

### 統一された学校区
完全な参照：w:list of unified school districts in Kansas。
- ミネオラ 統一教育学区219号
- アッシュランド 統一教育学区220号